# Чуваський державний університет імені І. М. Ульянова
Чуваський державний університет імені І. М. Ульянова (рос. Чувашский государственный университет имени И. Н. Ульянова, лат. Universitas Tschuvaschicensis) — класичний заклад вищої освіти в російських Чебоксарах, заснований у 1967 році.
Член Асоціації класичних університетів Росії.
Чуваський державний університет був заснований 1 вересня 1967 року постановою Ради Міністрів СРСР від 17 березня 1967 року № 796, постановою Ради Міністрів РРФСР від 21 серпня 1967 року №631 на базі Волзької філії Московського енергетичного інституту та історико-філологічного факультету Чуваського державного педагогічного інституту ім. І. Я. Яковлєва. 
Постановою Ради міністрів РРФСР від 30 листопада 1967 року №882 університету присвоєно ім'я російського педагога І. М. Ульянова.
У 1967-1968 навчальному році на факультетах електротехніки та електрифікації промисловості навчалося понад 1 300 студентів, на вечірніх і заочних факультетах, включаючи загальнотехнічний, навчалося близько 3 800 студентів. Викладання здійснювали близько 200 осіб, з них 20 докторів і кандидатів наук. На історико-філологічному факультеті навчалося 900 студентів (близько 350 на денному відділенні). Науково-педагогічний колектив включав 3 професора і 30 доцентів.
До 1968-1969 навчального року відкрито фізико-математичний факультет. Вісім факультетів університету налічували 45 загальнонаукових та спеціальних (профілюючих) кафедр, що забезпечували основну наукову (20 кафедр) і спеціальну (25 кафедр) підготовку та випуск молодих фахівців з 15 спеціальностей (23 спеціалізації). Загальнотехнічний факультет із заочним і вечірнім відділеннями став базою для створення машинобудівного та інженерно-будівельного факультетів.
У липні 1981 року ректором університету призначено професора Петра Сидорова. При ньому споруджено багатоповерхові навчальні корпуси.
У грудні 1990 року ректором університету був обраний доктор економічних наук професор Лев Кураков, при якому розширюється мережа філій університету, відкриваються представництва закладу в районах Чуваської Республіки.
У 1991 році в університет були прийняті перші 25 іноземних студентів.
У 1994 році при університеті почала функціонувати Республіканська гімназія-інтернат, в якій на повному пансіоні навчалися школярі зі сільських поселень Чуваської Республіки. У гімназії велося викладання програм 10 і 11 класів професорсько-викладацьким складом університету.
З 2001 року університет брав участь в експерименті із запровадження єдиного державного екзамену. У 2002-2004 роках університет також брав участь в експерименті із запровадження державних іменних фінансових зобов'язань.
До 2005 року в університеті функціонувала військова кафедра.
27 вересня 2011 року було утворено опікунську раду університету, членами якої стали 28 керівників підприємств, установ, міністерств і відомств республіканського та федерального рівнів.
Університет крім філії в Алатирі мав філії в місті Канаш і селі Батирево Чуваської Республіки.

## Структура
До складу університету входять такі факультети: 
- Іноземних мов
- Інформатики та обчислювальної техніки
- Мистецтв
- Історико-географічний
- Машинобудівний
- Медичний
- Радіоелектроніки та автоматики
- Будівельний
- Управління та соціальних технологій
- Прикладної математики, фізики та інформаційних технологій
- Хіміко-фармацевтичний
- Економічний
- Енергетики та електротехніки
- Юридичний
- Російської та чуваської філології
- Журналістики.

В університеті ведеться підготовка за 57 напрямам бакалаврату, 27 програмами підготовки спеціаліста, 31 напрямками магістратури.